# Бочкур, Роман Романович
Роман Романович Бочкур (укр. Роман Романович Бочкур; род. 27 августа 1987, Братковцы, Ивано-Франковская область) — украинский футболист, защитник

## Карьера
Выпускник футбольного интерната ВПУ № 21 (Ивано-Франковск). Тренер — Иван Краснецкий. На профессиональном уровне начал играть в калушском «Спартаке-2». После играл за иванофранковский «Спартак». Зимой 2007 года перешёл в одесский «Черноморец». Хотя мог оказаться в донецком «Металлурге». В 2008 году выступал за овидиопольский «Днестр». Летом 2009 года вернулся в «Черноморец». В Премьер-лиге дебютировал 1 ноября 2009 года в матче против донецкого «Шахтёра» (0:1). Бочкур вышел на 83 минуте вместо Руслана Левиги.
В 2015 году играл за «Ниву». 2 февраля 2016 года получил статус свободного агента в связи с роспуском тернопольской команды.

## Государственные награды
- Медаль «За труд и победу» (06.09.2007)[6]